# 中央合作事业管理局
中央合作事业管理局，是国民政府设置的管理全国合作事业的政府机构。

## 历史
1929年南京国民政府成立后，行政院農村復興委員會管理合作社事业，下设技术、经济、组织三个组。1935年3月13-17日，全国经济委员会、農村復興委員會和实业部在南京共同发起召开全国合作事业讨论会，与会者共114人，分别来自国民党中央党部、国民政府各部会、地方政府、各银行、社会团体等，还有部分直接以专家身份入会；讨论的问题有合作行政制度的确立、合作法规的订定、合作业务的经营、合作金融系统的建立、合作人才的培养以及合作指导机关的设立等。1935年3月實業部设立了合作司，章元善任司长。1936年初，国民党中央设立“中央合作事业指导委员会”。1937年实业部改组为经济部，合作司被撤消。
1938年3月,国民政府在《抗战建国纲领》中提出“以全力发展农村,奖励合作,调节粮食,并开垦荒地、疏通水利。”1938年5月农本局设立合作指导室，章元善负责。
1939年3月，蒋介石指示增设“实业部合作事业管理局”，寿勉成任局长，统一管理全国合作社工作。1939年5月29日在重庆正式成立。1939年11月，中國國民黨五屆五中全會通过了《加强推进合作事业案》，把开展农村合作运动作为战时农业生产政策之一。1940年8月，行政院公布《县各级合作社组织大纲》。1940年12月，合作事业管理局改属社会部领导，寿勉成继续任局长。1941年4月3-9日，社会部在重庆召集召开全国合作会议，与会者有党政各部会代表、20省市政府代表、各省合作主管人员、四行农贷主管人员、社会团体代表及专家等134人。1942年由合作事业管理局整编全国各省市合作事业三年计划并下发至各省市合作事业管理处贯彻实施。
1946年11月成立中央合作金库，寿勉成任总经理；王世颖接任中央合作事业管理局局长。国民党中央设立“中央合作指导委员会”。1948年陈岩松接任中央合作事业管理局局长。
1949年中央合作事业管理局随社会部合并到内政部，改为合作司，陈岩松任司长。1949年7月赵沛鸿继任司长。